# Laura Bilgeri

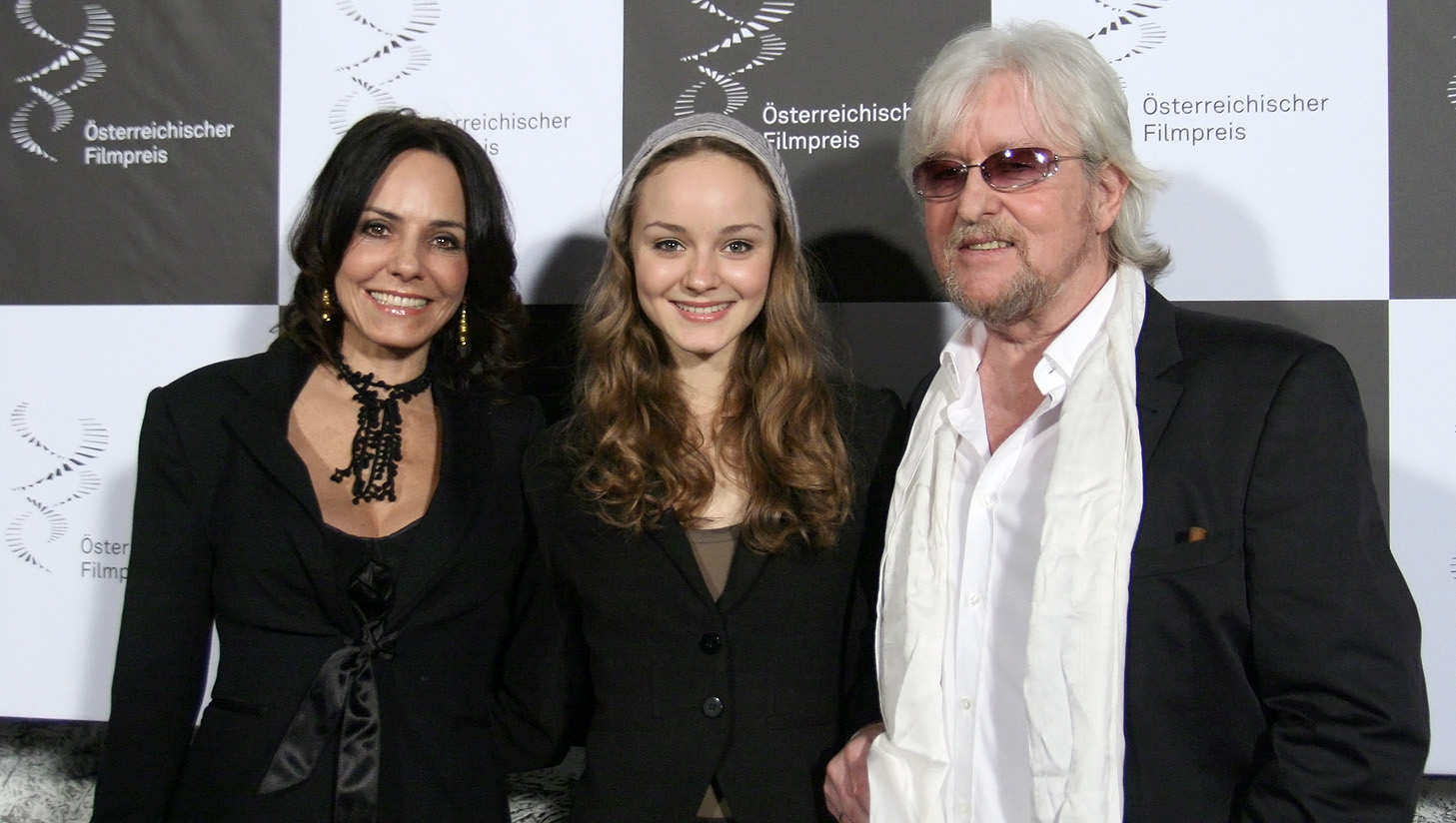
Beatrix und Reinhold Bilgeri mit Tochter Laura (2012)

Laura Bilgeri (* 12. Juli 1995 in Wien) ist eine österreichische Schauspielerin, Model und Sängerin.

## Leben
Laura Bilgeri wurde als Tochter der Schauspielerin Beatrice Bilgeri und des Musikers Reinhold Bilgeri in Wien geboren und wuchs in Vorarlberg auf. Nach dem Besuch der Volksschule Dornbirn-Watzenegg und des Sacré Coeur Riedenburg in Bregenz ging sie im Alter von 15 Jahren nach München, um dort an der Abraxas-Musical-Akademie Schauspiel und Gesang zu studieren.

### Schauspiel
Ihr Filmdebüt gab sie 2010 im Film ihres Vaters Der Atem des Himmels. 2014 übersiedelte sie nach Los Angeles, wo sie ein Jahr später für den Film Toby Goes To Camp in der Rolle der Sarah vor der Kamera stand. 2016 spielte sie an der Seite von Wesley Snipes im Film The Recall die Rolle der Annie. In der US-amerikanischen Serie iZombie war sie in der Rolle der Sloane Mills zu sehen. 2019 ging sie nach New York, 2020 kehrte sie nach Österreich zurück.
Im ORF-Landkrimi Das letzte Problem (2019) spielte sie an der Seite von Maria Fliri als Hoteldirektorin deren Filmtochter. Im Spielfilm Alle für Uma mit Michael Glantschnig als Prinzen verkörperte sie 2021 die Titelrolle als Prinzessin Uma. Anfang 2022 war sie im ORF/ARD-Fernsehfilm Jeanny – Das 5. Mädchen mit Theresa Riess als deren Freundin Luzia Eichhorn zu sehen.

### Gesang
Neben ihrer Tätigkeit als Schauspielerin ist sie auch als Model tätig. Beim Jazz & Groove Festival in Bludenz trat sie im August 2020 erstmals live als Sängerin auf. Im Dezember 2020 gab sie zusammen mit Christof Waibel (Orgel)  im Little Big Studio in Eschen ein virtuelles einstündiges Livekonzert. Im August 2021 veröffentlichte sie die Single Floating. Anfang 2022 präsentierte sie mit dem Jazz-Album Studio Live Session in Hohenems ihr Debüt-Album, das sie gemeinsam mit Christof Waibel aufgenommen hatte. Mitte 2023 erschien ihr Pop-Song Arcade, den sie unter anderem bei der Starnacht am Wörthersee präsentierte. Im Jänner 2024 veröffentlichte sie mit Shadows eine weitere Single. Mitte 2024 erschien Wrong Way Driver.

### Sonstiges
2023 war sie das Gesicht der italienischen Schmuckmarke Annamaria Cammilli, 2024 wurde sie bei den Schmuckstars Awards als Uhren & Schmuck Ambassador des Jahres ausgezeichnet. 2025 wurde sie Markenbotschafterin der Schweizer Uhrenmarke Oris.

## Filmografie (Auswahl)
- 2010: Der Atem des Himmels
- 2013: SOKO Donau/SOKO Wien – Nervenkrieg (Fernsehserie)
- 2014: Der stille Berg
- 2016: Better Things – Alarms
- 2017: The Recall
- 2018: Dad Crush – My Teacher, My Obsession
- 2018: Toby Goes to Camp
- 2018: iZombie – Goon Struck
- 2019: Landkrimi – Das letzte Problem (Fernsehreihe)
- 2021: Alle für Uma (Tutti per Uma)
- 2022: Jeanny – Das 5. Mädchen (Fernsehfilm)
- 2022: Universum History – Duell der Kronprinzen – Rudolf von Österreich und Wilhelm von Preußen (Fernsehserie)
- 2023: Sweat – Maggie (Fernsehserie)
- 2024: SOKO Donau/SOKO Wien – In der Falle (Fernsehserie)